# Жвания, Исаак Ефтимович
Исаак Ефтимович Жвания (груз. ისააკ ეფტიმოვიჩ ჟვანია; 1890, д. Лежике, Кутаисская губерния, Российская империя — 22 ноября 1937, Тбилиси, Грузинская ССР, СССР) — абхазский, грузинский советский государственный и партийный деятель. Революционер.

## Биография
Член РСДРП(б) с 1913 года. Боролся за установление Советской власти в Абхазии.
В феврале 1921 — феврале 1922 — член Абхазского революционного комитета. С февраля 1922 года — председатель Сухумского революционного комитета.
Позже, был членом Организационного бюро РКП (б) Абхазии, председателем Сухумского окружного комитета КП (б) Грузии.
В 1920-х годах работал народным комиссаром земледелия Социалистической Советской Республики Абхазия.
В 1932—1934 — 1-й секретарь Областного комитета КП (б) Грузии Автономной области Юго-Осетии ЗСФСР.
26 января—10 февраля 1934 года делегат XVII съезда ВКП(б) с решающим голосом от Закавказской парторганизации.
С 1935 до апреля 1937 — народный комиссар внутренней торговли Грузинской ССР.
Представитель патриотической части мегрельской интеллигенции. Знаменитый мегрельский деятель, тесно связанный с Нестором Лакоба.Выступал за создание мегрельской автономии и предоставление привилегий мегрельскому языку. Принимал участие в создании организации «Мапалу», которая была организована с целью требования такой автономии.
В апреле 1937 в ходе сталинских чисток был арестован и 22 ноября 1937 расстрелян.
Реабилитирован посмертно.